# 漢納姆群島
66°55′S 142°58′E / 66.917°S 142.967°E
漢納姆群島（英語：Hannam Islands）是南極洲的群島，位於喬治五世地，處於丹尼森角和格雷角之間，由澳大拉西亞探險隊發現，現時由南極條約體系管理。